# افغانستان در پارالمپیک تابستانی ۲۰۲۰
افغانستان هیئتی را برای رقابت در بازی‌های پارالمپیک تابستانی ۲۰۲۰ از ۲۴ اوت تا ۵ سپتامبر ۲۰۲۱ به توکیو، ژاپن فرستاد که به دلیل دنیاگیری کووید-۱۹ به تعویق افتاده بود. هیئت افغانستان شامل دو ورزشکار بود؛ ذکیه خدادادی در تکواندو و حسین رسولی در پارا-دو و میدانی. خدادادی پس از شرکت در این بازی‌ها اولین پارالمپین زن افغانستان شد.
مشارکت افغانستان با توجه به سقوط کابل در ۱۵ اوت ۲۰۲۱ و تسخیر کشور توسط طالبان نامعلوم بود، اما ورزشکاران با موفقیت از کشور تخلیه شدند.
این هیئت به نمایندگی جمهوری اسلامی افغانستان، دولتی که این کشور را قبل از تصاحب طالبان اداره می‌کرد، شرکت کرد.

## پیش‌زمینه
مشارکت افغانستان پس از هجوم طالبان و سقوط کابل در ۱۵ اوت، ۲۰۲۱ نامعلوم بود. سازمان دهندگان پارالمپیک ابتدا اعلام کردند که افغانستان قادر به رقابت نخواهد بود.
افغانستان در رژه ملل از طریق دفتر کمیساریای عالی سازمان ملل متحد برای پناهندگان بر اساس «نشانی از همبستگی» نمایندگی شد. با این حال، کمیساریا نامی از یک نماینده نگرفت و یک داوطلب پرچمدار افغانستان بود.
در ۲۸ اوت ۲۰۲۱، ذکیه خدادادی و حسین رسولی پس از پرواز از کابل به پاریس به توکیو رسیدند. همچنین اعلام شد که افغانستان در پارالمپیک رقابت خواهد کرد. اندرو پارسونز رئیس کمیته بین‌المللی پارالمپیک اعلام کرد که هر دو ورزشکار افغان برای مصاحبه در دسترس نخواهد بود و همچنین اصرار داشت که به آنها اجازه داده شده تا از جست و خیز کنفرانس‌های مطبوعاتی معمول خودداری کنند.

## دو و میدانی
زمینه مردان
| ورزشکار    | رویداد               | نهایی | نهایی  | نهایی |
| ورزشکار    | رویداد               | نتیجه | امتیاز | رتبه  |
| ---------- | -------------------- | ----- | ------ | ----- |
| حسین رسولی | پرش بلند تی-۴۷ مردان | ۴٫۴۶  |        | ۱۳    |

## تکواندو
| ورزشکار      | رویداد          | دور یک شانزدهم              | یک چهارم نهایی | نیمه نهایی | بازپرداخت دور ۱ | بازپرداخت دور ۲ | نهایی/ مسابقه مدال برنز | نهایی/ مسابقه مدال برنز |
| ورزشکار      | رویداد          | نتیجه حریف                  | نتیجه حریف     | نتیجه حریف | نتیجه حریف      | نتیجه حریف      | نتیجه حریف              | رتبه                    |
| ------------ | --------------- | --------------------------- | -------------- | ---------- | --------------- | --------------- | ----------------------- | ----------------------- |
| ذکیه خدادادی | ۴۹ کیلوگرم زنان | ایساکووا (UZB) · باخت ۱۲–۱۷ | پیش نرفت       | پیش نرفت   | پیش نرفت        | پیش نرفت        | پیش نرفت                | پیش نرفت                |